# أوتو هوزر
أوتو هوزر هو مؤرخ عصور ما قبل التاريخ ومؤرخ سويسري، ولد في 12 أبريل 1874 في فيدنسفيل في سويسرا، وتوفي في 14 يونيو 1932 في برلين في ألمانيا.